# Feleag, Mureș
Feleag mai demult Feleac (în dialectul săsesc Flagen, Alt-Flagen, în germană Altfleigen, Felken, în maghiară Felek), este un sat în comuna Vânători din județul Mureș, Transilvania, România.

## Geografie

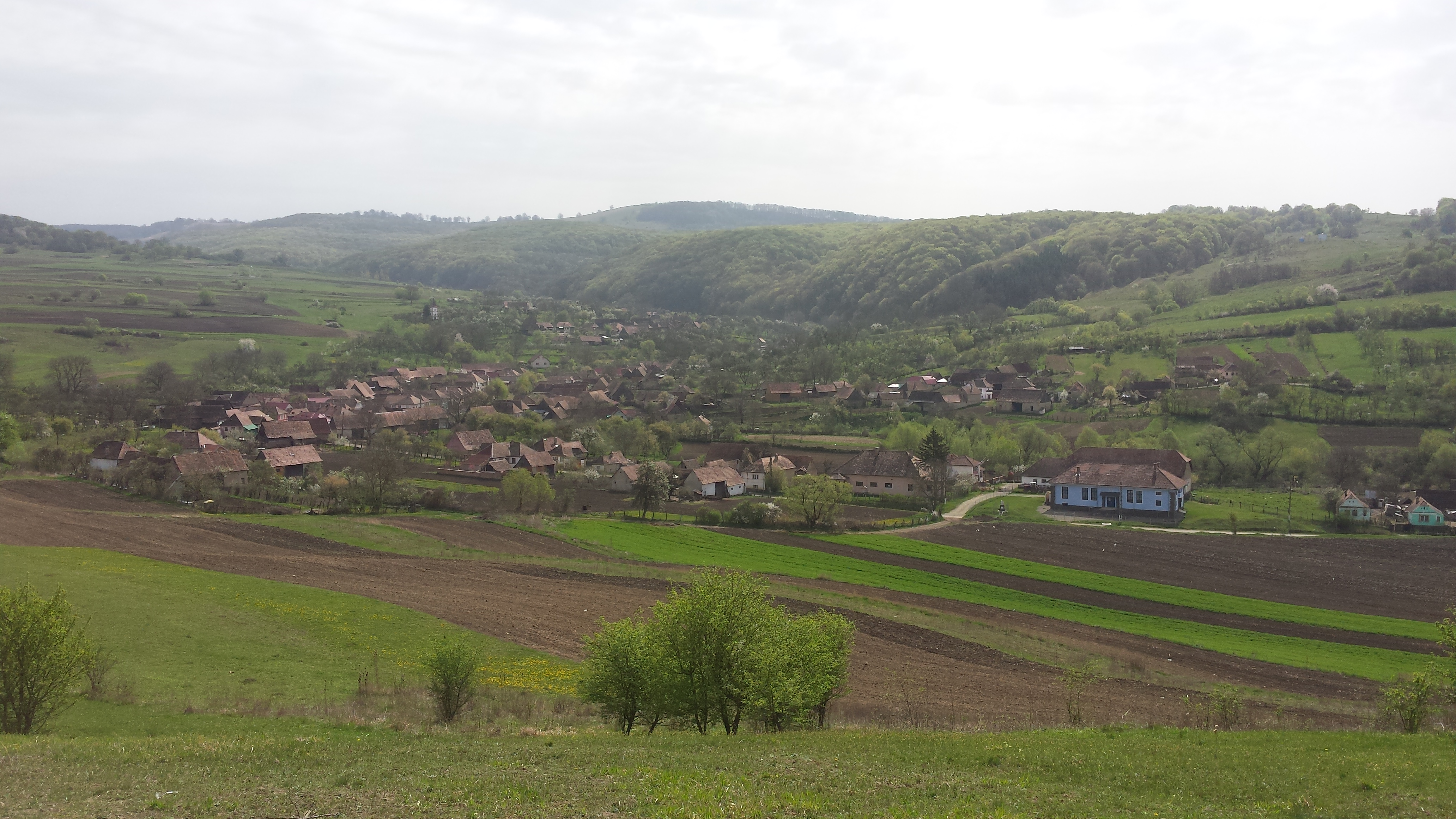

Din punct de vedere administrativ, localitatea face parte din comuna Vânători, în trecut aceasta făcând parte din județul interbelic Odorhei iar mai înainte din Comitatul Alba. Satul este situat la marginea județului Mureș, la 20 km de Sighișoara și la 6 km de Vânători (sat-reședință), Feleagul fiind sat de hotar al județului Mureș. Așezarea se desfășoară de-a lungul pârâului Feleag, fiind înconjurată de dealuri care ating altitudinea de peste 800 m, păduri de foioase, de conifere si livezi. Pârâul Feleag are doi afluenți, unul curgând de pe platoul „Fundătura”, acesta fiind un platou cu pante abrupte și formațiuni stâncoase unde se pot găsi cratere provenite de la obuzele din cel de-al Doilea Război Mondial, dar si numeroase sonde pentru extractia gazului metan, iar celălalt de pe platoul „Pelioara”, un platou cu stejari seculari si numeroase izvoare, pârâul Feleag având o lungime totală de aproximativ 8 km, până la vărsarea sa în râul Archita.
Cel mai înalt loc din apropiere este Dealul Pietriș (cunoscut și ca Deșug sau Dealul Nucilor), cu o altitudine de 855 m., acesta dominând zona, fiind cel mai înalt punct din comuna Vanatori, sudul județului Mureș, dar și de la marginea Subcarpațiilor Transilvaniei. Totodată este și cel mai vestic deal submontan din partea de sud-est a Transilvaniei. La baza versantului își are obârșia pârâul Feleag, la circa 3 km de sat.

## Istorie
Satul este atestat documentar încă din anul 1270 în documentele maghiare ale bisericii catolice sub numele de Magyar Felek sau Szentkerest. Tot din documentele maghiare aflăm ca in Feleag exista in 1270 o biserică de piatră inchinata Sfintei Cruci care, în anul 1600 era deja într-o stare avansată de degradare.
În 1360 este atestata denumirea românească a satului iar denumirea săsească de ,,Alt Flagen" este atestată documentar la 1393.
Satul a fost întemeiat de către secui în secolul XIII când aceștia se stabilesc aici. Încă din vremea evului mediu între anii 1670-1716, aceștia au părăsesc locul, stabilindu-se aici în locul lor români. În secolele XVII-XVIII românii au format deja majoritatea etnică în localitate ajungându-se ca în secolul XIX să existe aici exclusiv români. 
In perioada din jurul anului 1360 mosia Feleag era in proprietatea familiei Feleki. În anii 1770, datorită nevoii mari de ajutor pe care o avea populația română din satul vecin Saschiz, din cauza existenței unui număr masiv de animale,  20 de familii din Feleag pleacă în ajutorul conaționalilor din satul Saschiz, fapt evidențiat în monografia comunei Saschiz.  În anii celui de-al Doilea Război Mondial, Feleagul era situat la granița României cu Ungaria, satul fiind deseori jefuit, vandalizat și atacat, localnicii refugiindu-se în biserică.
Prima relatare a unei biserici în sat este dată de o pictură cu inscripția ,,Biserica reedificată Feleag, sec. XV ", pictură aflată în biserica ortodoxă din satul vecin Archita. Arhivele însă ne spun că prima biserică din sat era deja construită în anul 1655 când era înființată ,,Parohia Ortodoxă Română Feleag". Biserica era din lemn cu dimensiunile mai mici decât cea actuală și avea un turn separat pentru clopote și toacă. Fundația acestui turn se regăsește încă și astăzi, îngropată în cimitirul parohiei. 
Biserica de lemn avea dimensiunile mai mici decât cea actuală și nu avea turn, ci o clopotniță separată, similară cu actuala biserică din satul Mureni. Această biserică de lemn a existat până în anul 1860 când, a fost dărâmată pentru construcția actualei biserici, pe aceeași fundație.
În anul 1848, în cadrul evenimentelor revoluției din acel an, întreaga parte de nord a satului a ars într-un incendiu, pierzându-se aproape toate arhivele din localitate. Norocul a făcut ca majoritatea arhivelor să fie transmise și pe cale orală, acestea având șansa să fie rescrise. Tot atunci, la marea adunare de la Blaj, satul a fost reprezentat de trimișii Lazăr Zafei și Zaharia Cheresteș, la întoarcerea cărora au existat revolte în sat față de stăpânirea Habsburgică. Un an mai târziu, preotul Ioan Rus din Feleag este prins de soldații unguri si dus la Miercurea Ciuc de unde nu s-a mai întors.
Prima școală din Feleag￼ este construită în jurul anului 1885 lângă biserică, perioadă în care aici era învățător dascălul Irimie Bucșa din satul Roadeș (com. Bunești, Jud. Brașov).  Aceasta a funcționat până în anul 1947 când, datorită stării de degradare în care se afla, a fost demolată și construită o școală nouă în celălalt capăt al satului alături de Căminul Cultural. 
La Marea Unire din 1918, românii din Feleag nu au ramas indiferenți față de evenimentele politice, trimițând un reprezentant al satului la Marea Adunare Națională de la Alba iulia, satul fiind reprezentat de către Achim Pandrea, economist și comandant al Gărzii Naționale Române din Feleag. 
La data de 14 octombrie 1924 se desfășoară la Feleag conferința preoțească din Protopopiatul Sighișoara. 
În luna mai a anului 1929, cu ocazia deschiderii teatrului popular din București in Targul Mosilor, preotul de atunci, părintele Nicoară pleacă din Feleag la București cu un alai de nuntă tradițional din sat. Acolo sunt remarcați de către etnomuzicologul Constantin Brăiloiu care, impresionat de ritualurile tradiționale și costumele pitorești ale sătenilor din Feleag, va realiza în acelasi an prima lucrare cu caracter monografic a satului, intitulată Nuntă la Feleag￼.
Datorită faptului că pârâul din sat și-a săpat albia tot mai adânc, în anul 1938 se construiește primul pod în sat pentru a putea lega cele două străzi principale ale satului. Tot din aceasta cauza este desființată in anii '30 moara de apa de pe cursul pârâului din sat.
În anii '60 se înființează Cooperativa Agricolă de Producție￼ Mureni de care aparținea și Feleagul. Se construiesc trei grajduri industriale pentru creșterea animalelor, două lângă sat și unul la baza dealului Pietriș în zona de pășunat. Acestea au fost dărâmate după 1989.
Până în anul 1990 a funcționat în sat și o secție Agromec pentru întreținerea și reparația utilajelor agricole.
In anul 2004 se asfalteaza pentru prima data drumul comunal (DC) 52 Mureni-Feleag impreuna cu strada principala din sat.
Până în anul 2004 a existat în sat și o distilerie pentru realizarea rachiurilor naturale din fructe.
În anul 2008 se încep lucrările de introducere a apei potabile in sat, proiect care avea sa dureze 11 ani până in anul 2019.
In anul 2019 pe fondul degradarii severe a drumului, acesta este asfaltat din nou si adus la standarde europene.

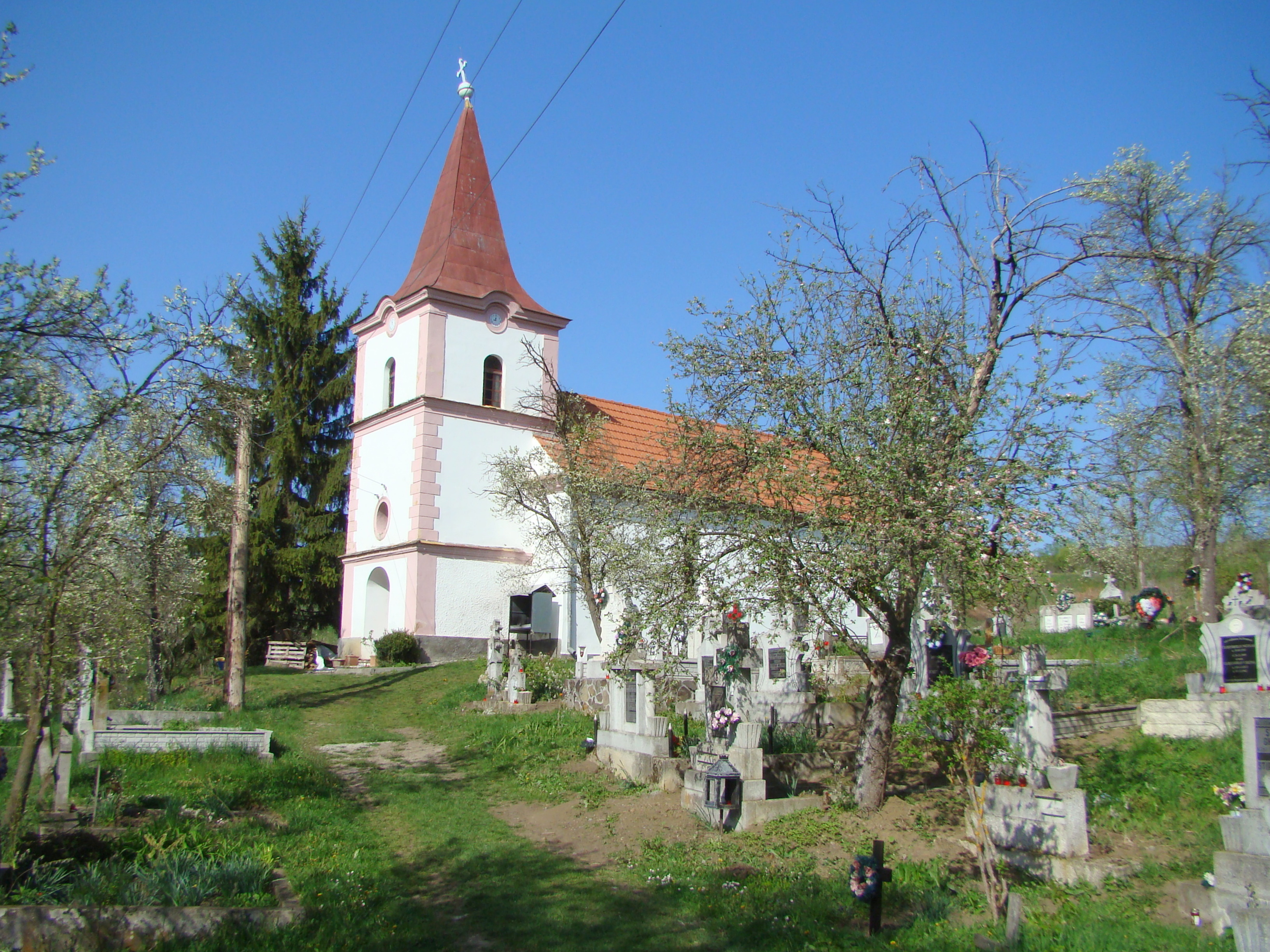
Biserica Ortodoxă ,,Buna Vestire" (1860)

## Atracții turistice
Actuala biserică a satului a fost construită în anii 1860–1862 in stil navă, pe fundație de piatră, pe locul vechii biserici, aceasta fiind cea mai veche biserică ortodoxă din toată comuna Vanatori. La început, biserica avea o clopotniță separată de corpul acesteia, turnul actual al bisericii fiind construit in anul 1914.  În interiorul lăcașului se găsesc icoane și obiecte intacte datate din 1865. Biserica are un turn cu o inaltime de 12 m, 2 dintre clopotele originale fiind topite in timpul Primului Razboi Mondial pentru a se face gloanțe din ele. Acestea au fost inlocuite in anul 1938 cu 2 clopote noi turnate la Sibiu, pe lângă clopotul original din 1860, rămas in turn. Pe de altă parte, în vârful Dealului Nucilor se află o cruce de stejar înaltă de 10 m, lângă care exista două cuiburi de artilerie din Al doilea Război Mondial.
În afluentul pârâului Feleag care curge de pe platoul ,,Fundătura" , se poate vedea pe timpul verii apa fierbând datorita gazului emanat din pământ. Pe acest platou se afla două stații de reglare pentru extracția gazului metan. Totodata, intr-o pădure din direcția satului Mureni, se pot oberva tranșee ramase  din ultimul Razboi Mondial.
La 2 km nord-vest de sat se regăsește rezervația naturală Vulcanii Noroioși de la Filiaș, Harghita.

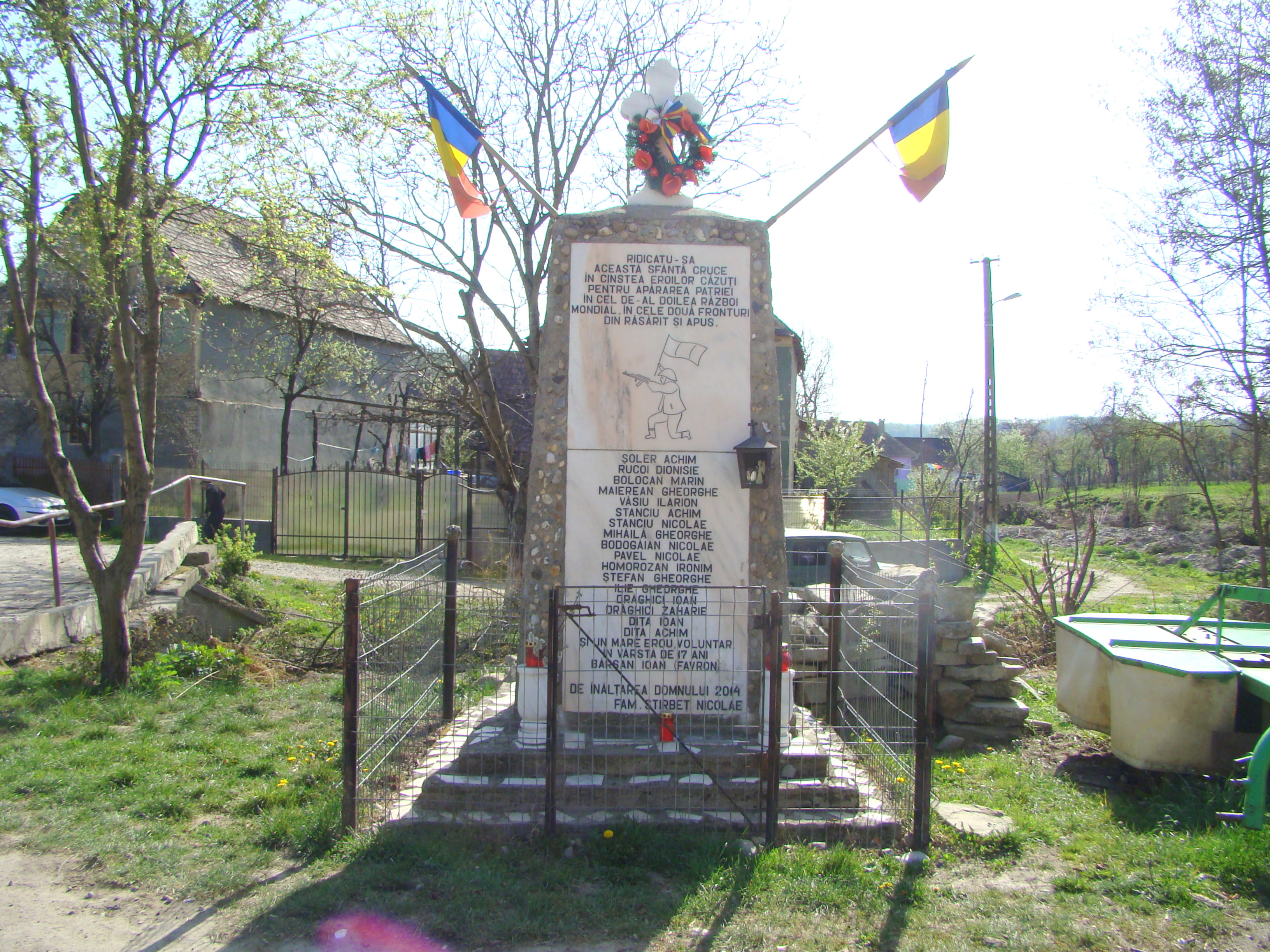
Monumentul eroilor

Căminul cultural a fost construit în anii '50, cu o suprafață de aproximativ 200 m2, școala fiind ridicată în aceeași perioadă. In sat există si singura moară din toată comuna Vanatori.
Cea mai veche casă din sat a fost construită in anul 1827 ,fiind locuită neîncetat de atunci.  Se mai gasesc in sat un număr de aproximativ 5 case cu o vechime de peste 100 de ani.
In anul 2012 , ￼￼Napolact a realizat un reportaj despre Feleag printr-o serie de scurtmetraje publicate pe internet 
În august 2014 a fost inaugurat un monument dedicat eroilor căzuți în cel de-al Doilea Război Mondial. Pe lângă acesta se mai găsesc în sat un număr de 5 troițe .
În anul 2018 se reiau spectacolele folclorice in Feleag dupa o absență de peste 30 de ani. Se organizează anual festivalul folcloric ,,Joc și cântec românesc".

## Demografie
Populația satului era în anul 2021 de 167 persoane, din care 97% români, 2% rromi si 1% maghiari, religia fiind ortodoxa in proporție de 99%. În sat a existat până în aul 2020 și un centenar, o femeie care a ajuns la vârsta de 105 ani. Apogeul populației a fost atins in anul 1874, la acea vreme satul având 577 de locuitori însă datele parohiei menționează un apogeu de 633 de suflete în anul 1934 (incluzând filia Mureni). În timpul secolului al XX-lea, satul Feleag a fost unul din puținele sate din zonă care și-a menținut o populație română de peste 99%, alături de satele Săcel și Jacu. Principalele activități ale locuitorilor sunt agricultura, apicultura, viticultura, pomicultura și creșterea animalelor, în special a ovinelor.

## Imagini

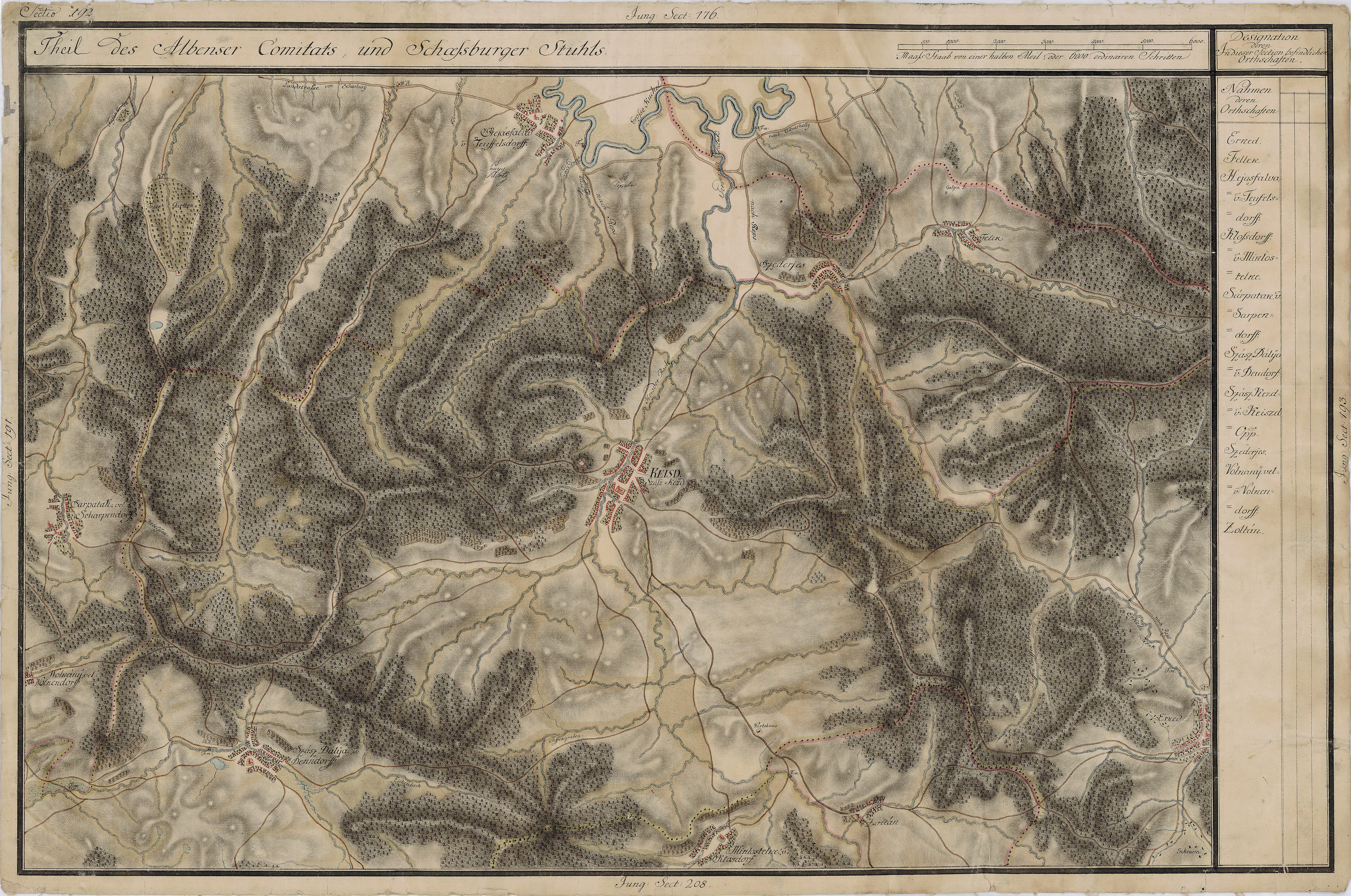
Feleag în Harta Iosefină a Transilvaniei, 1769-1773
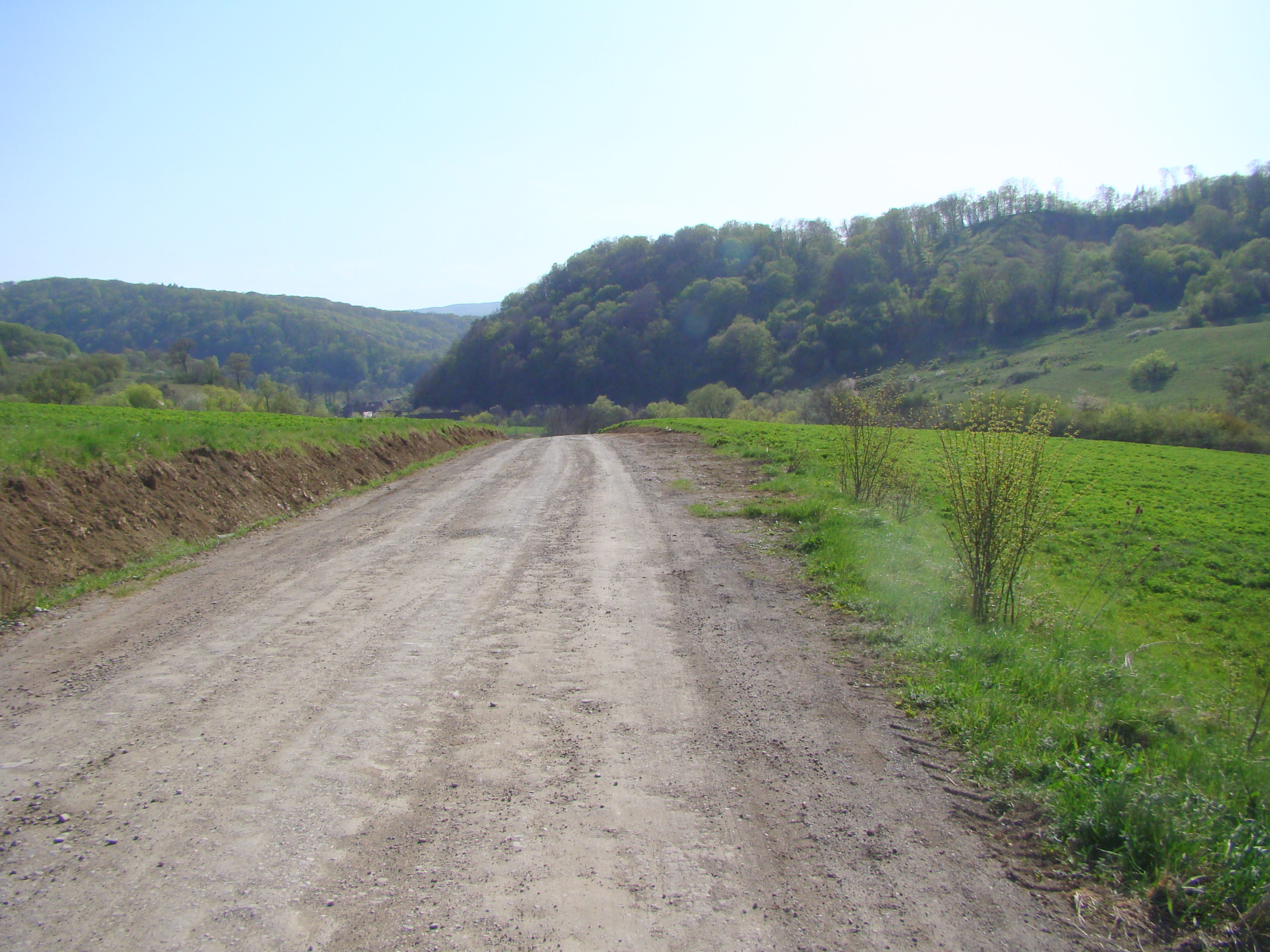
Drumul Mureni-Feleag
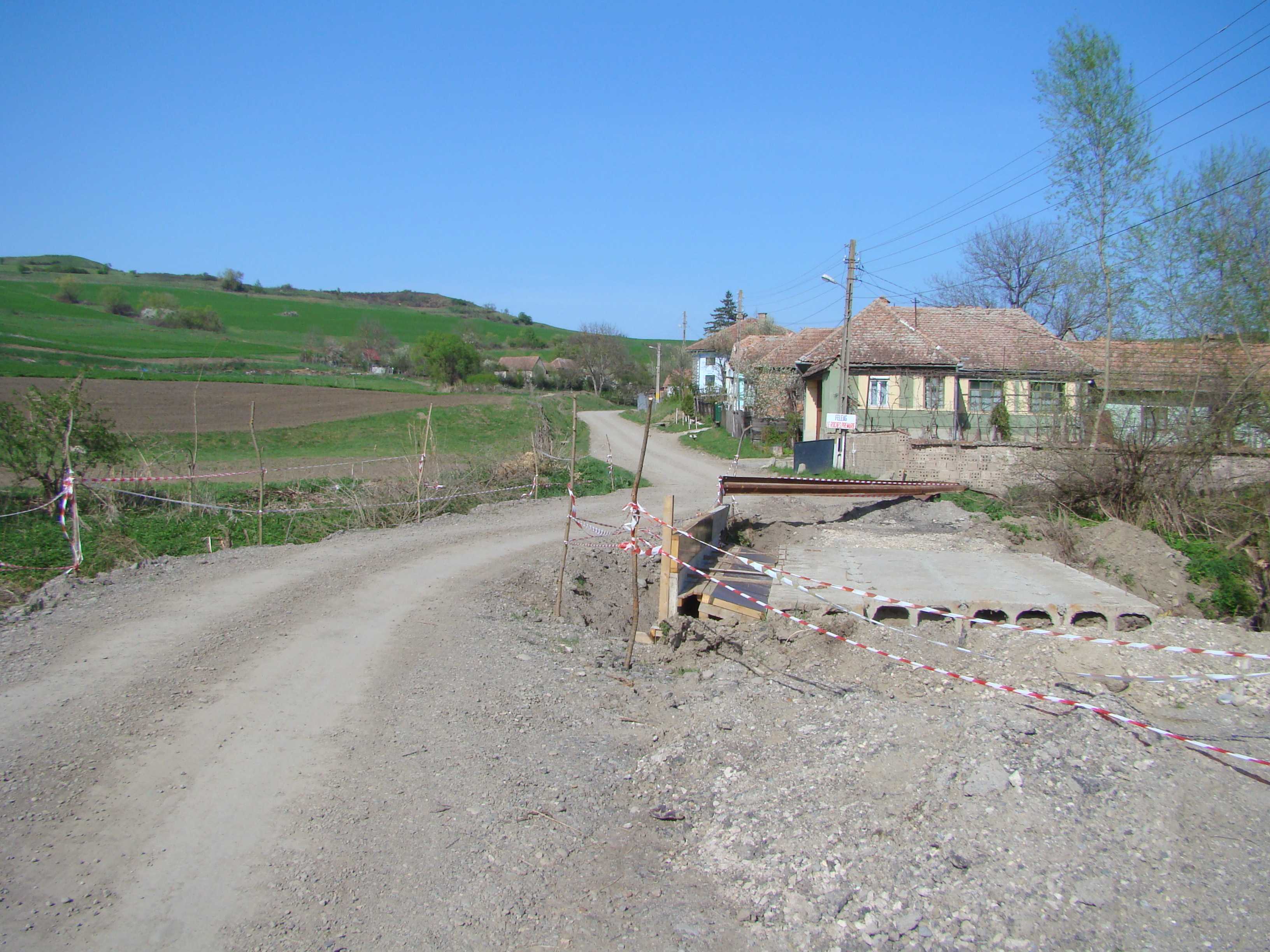
Intrarea în localitate
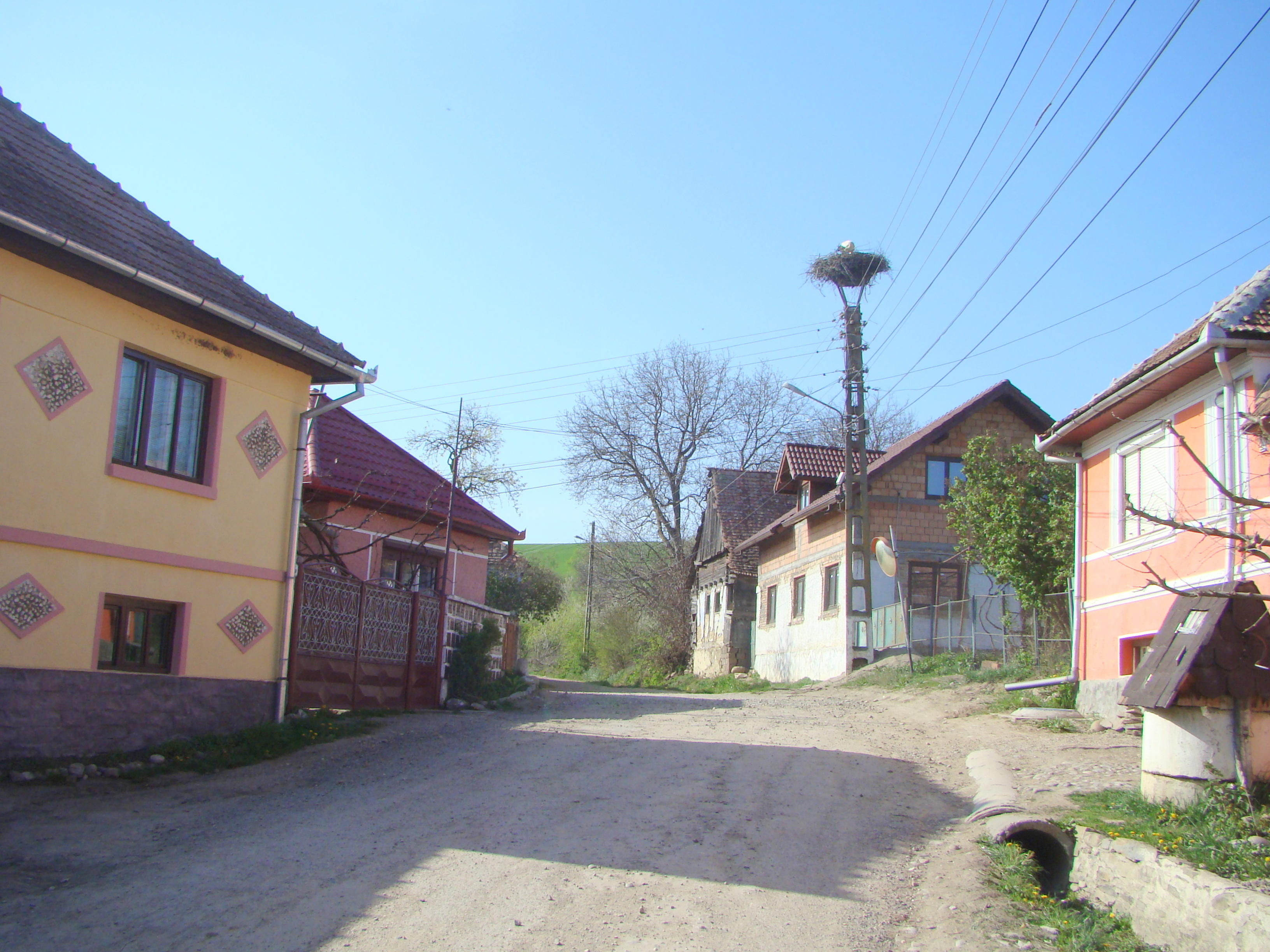
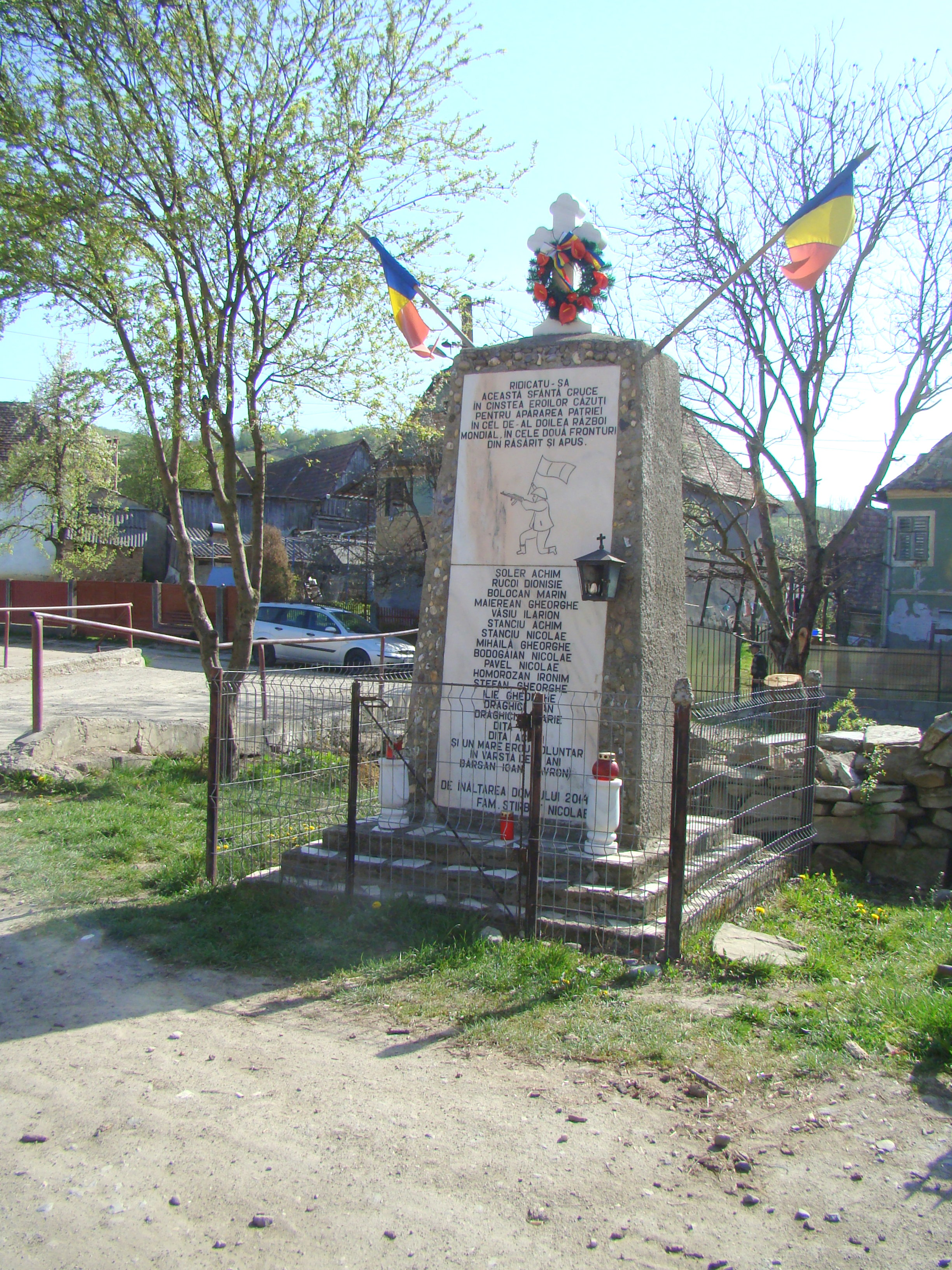
Monumentul eroilor
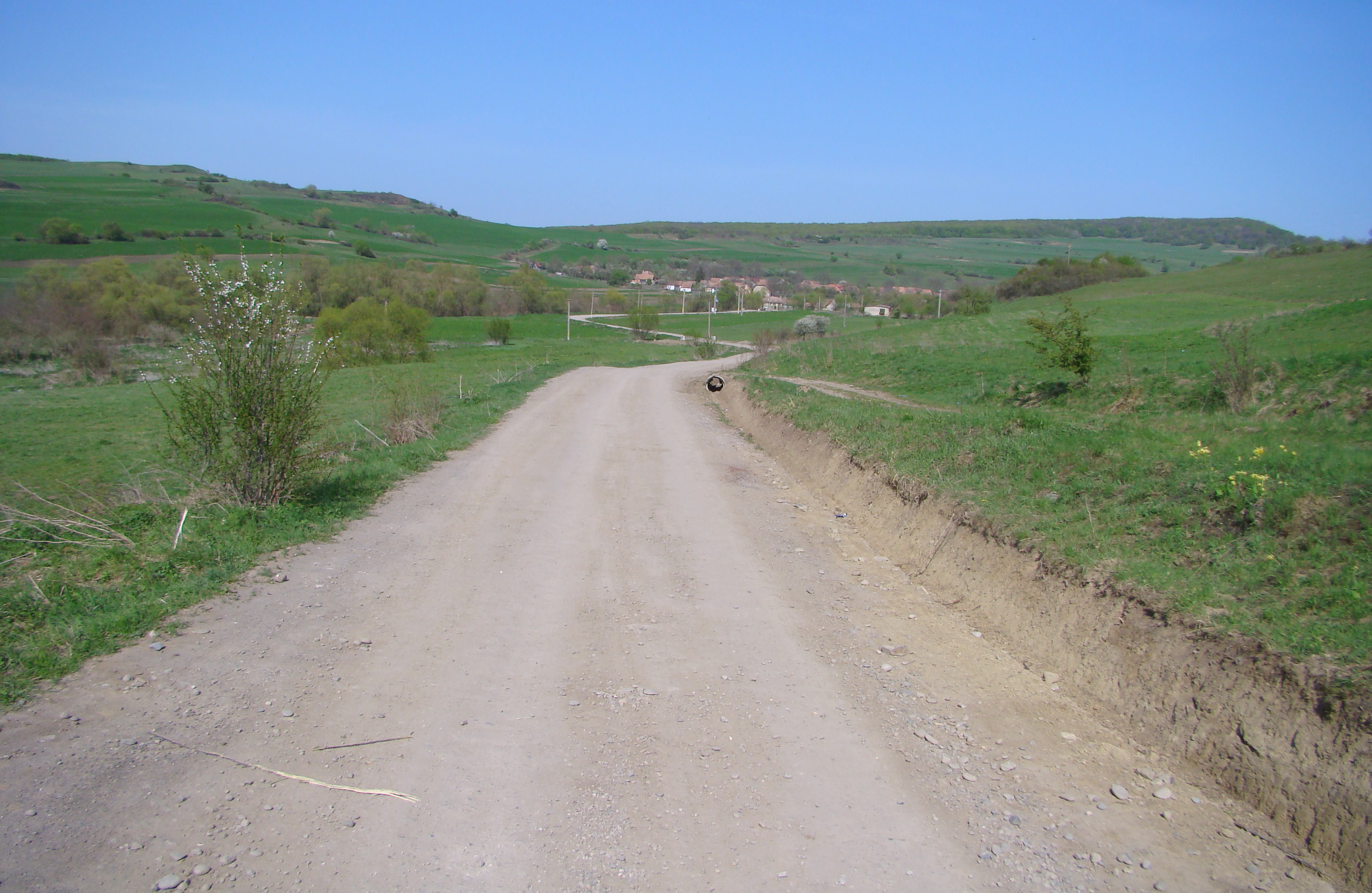
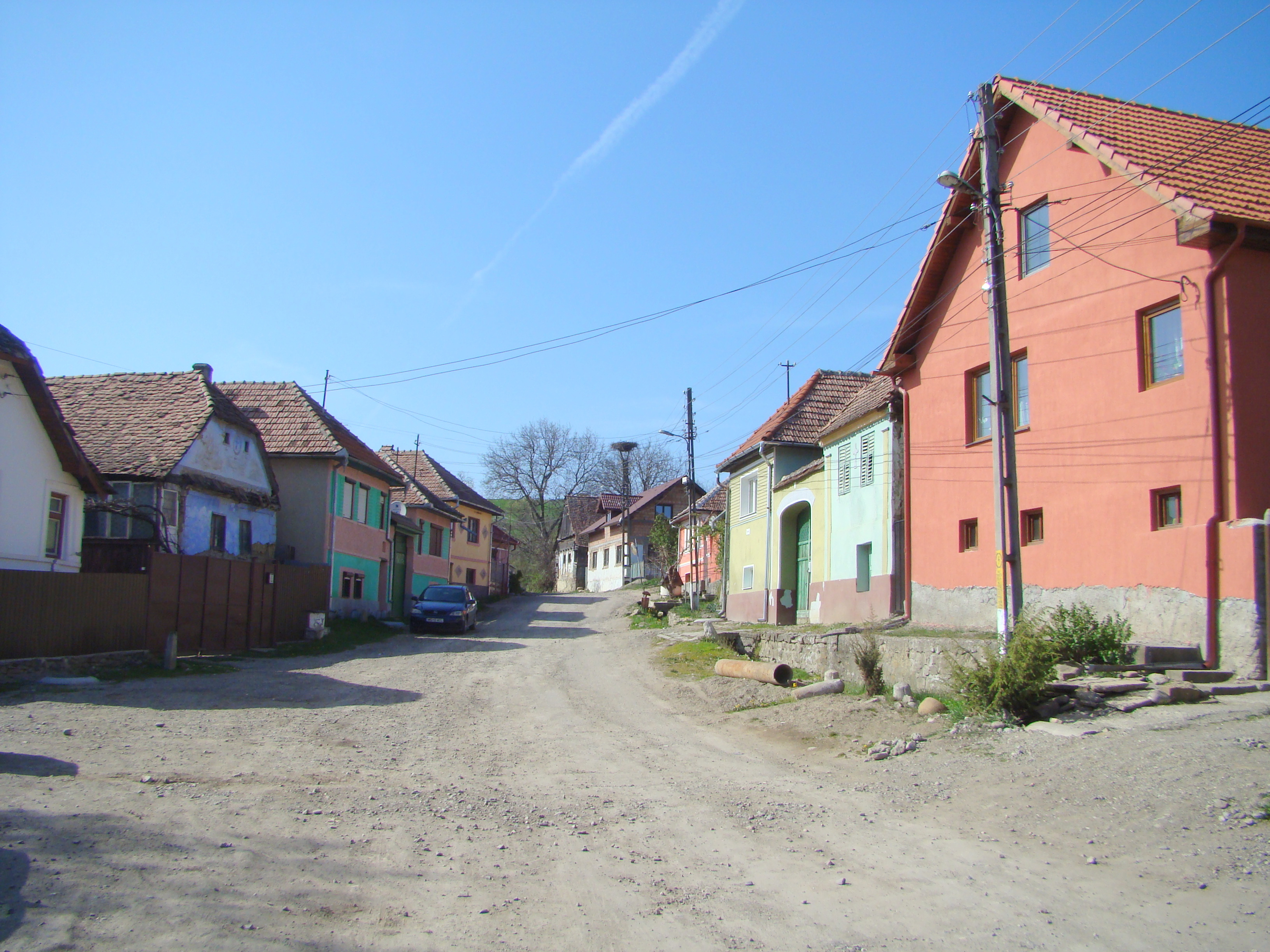
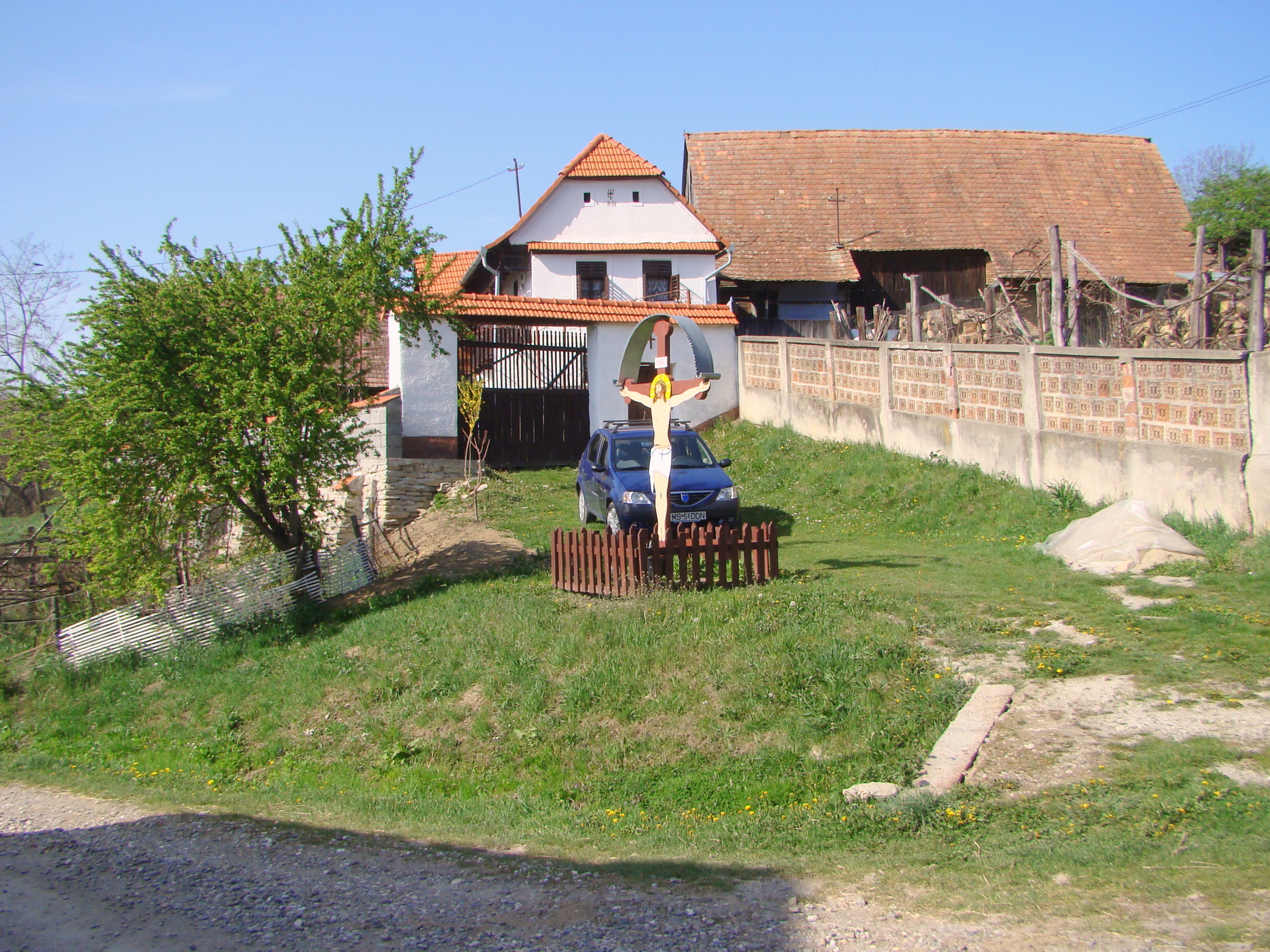
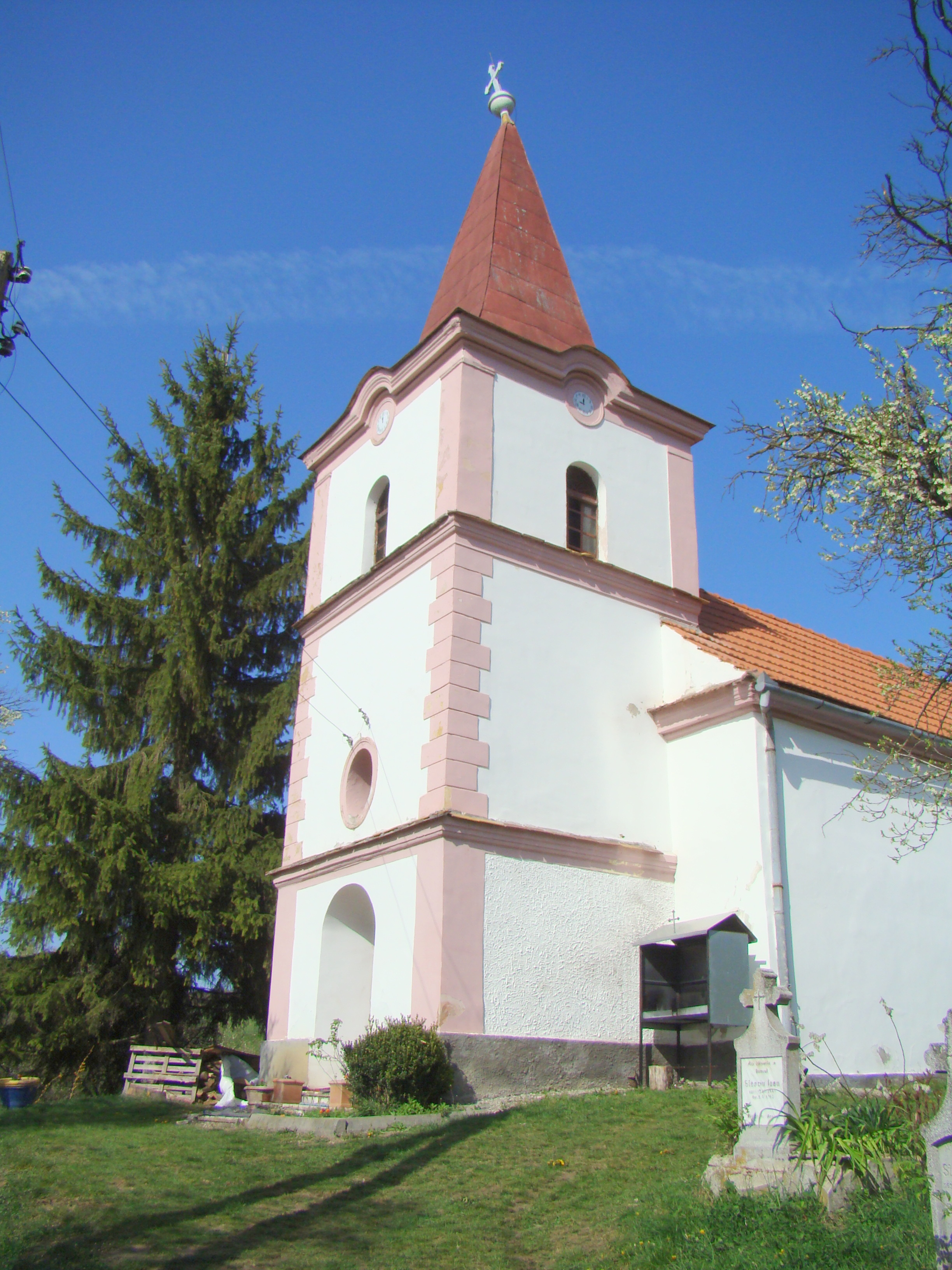
Turnul bisericii construit în anul 1914
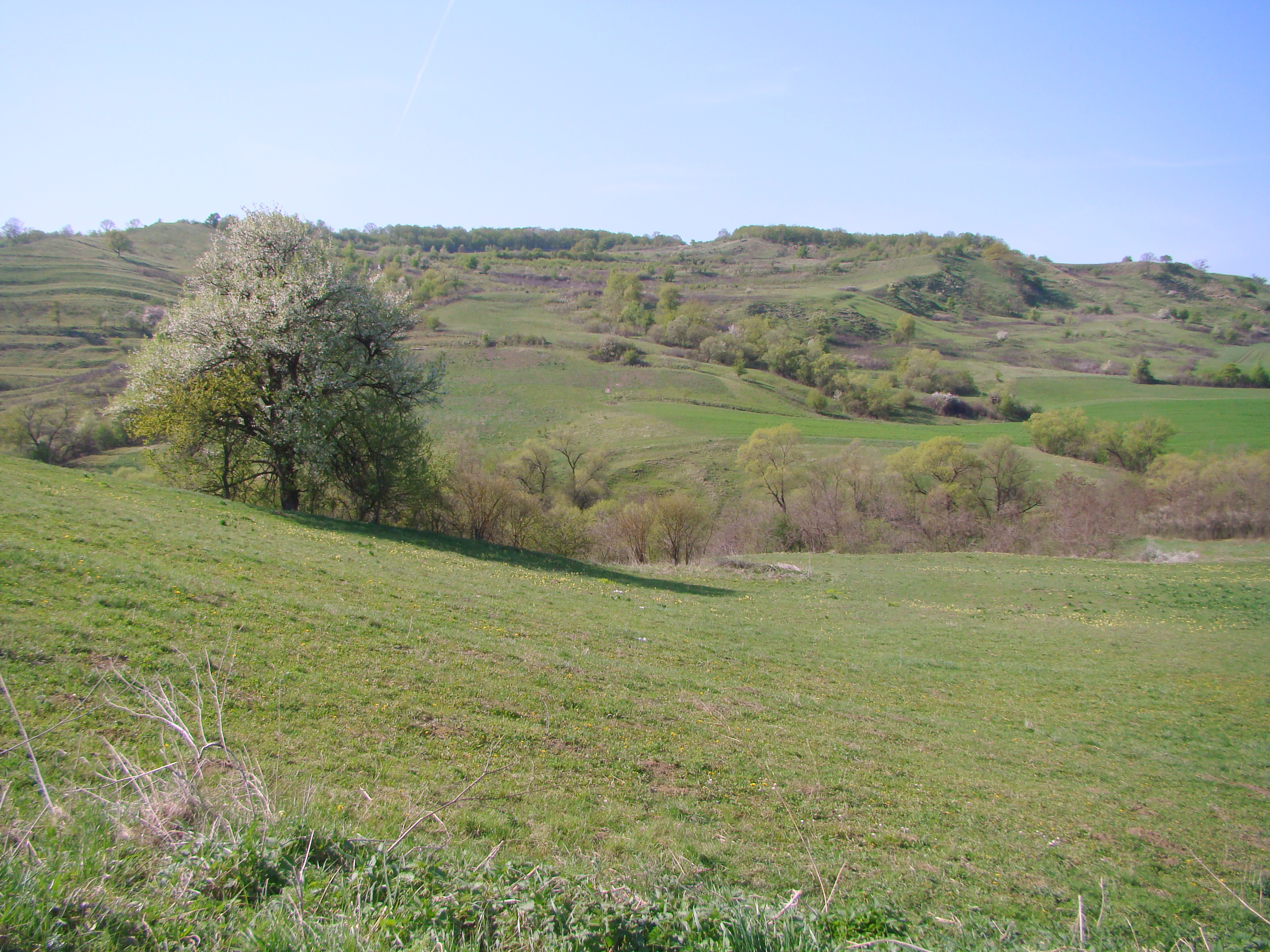
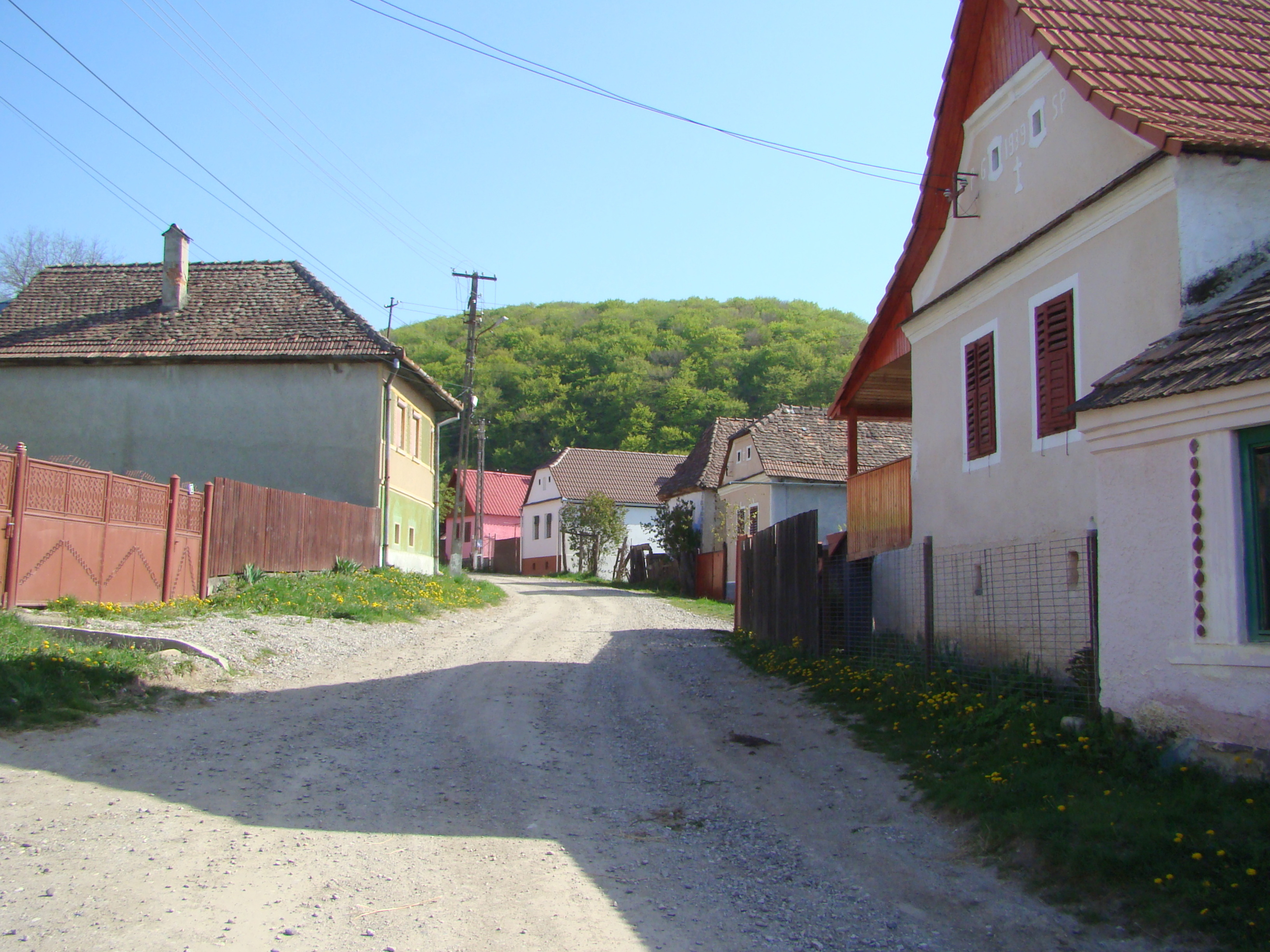
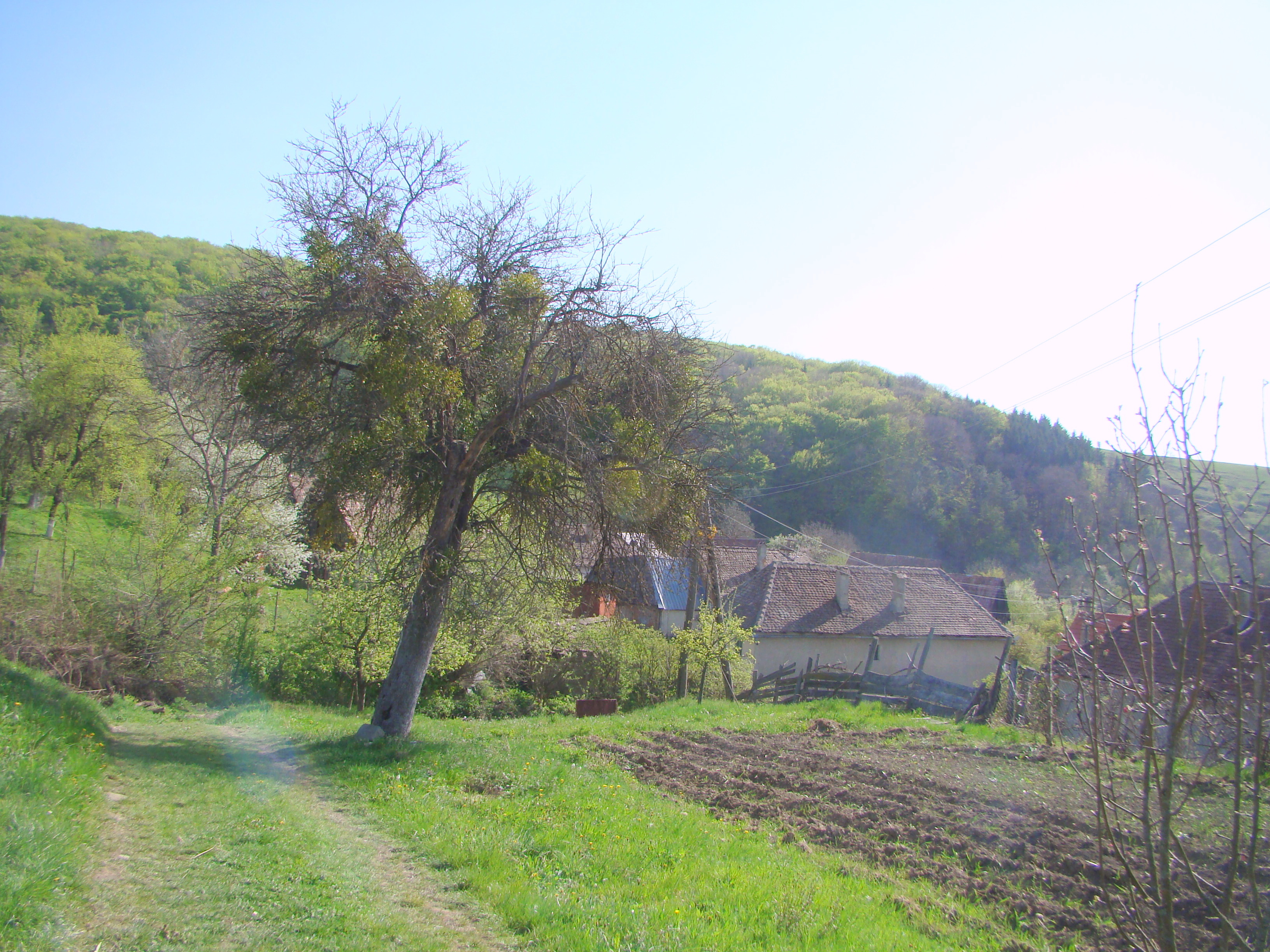
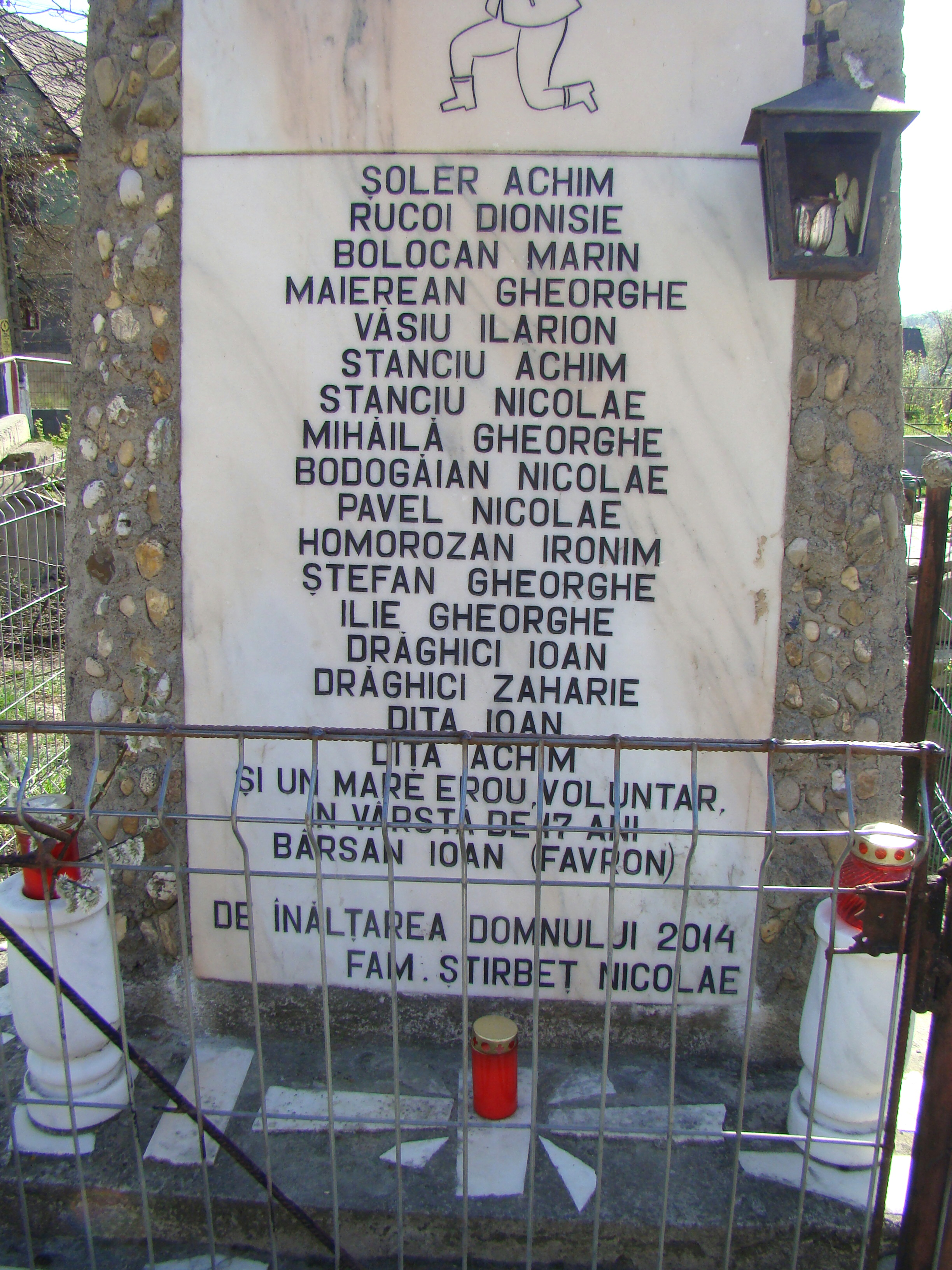
Monumentul eroilor (detaliu)
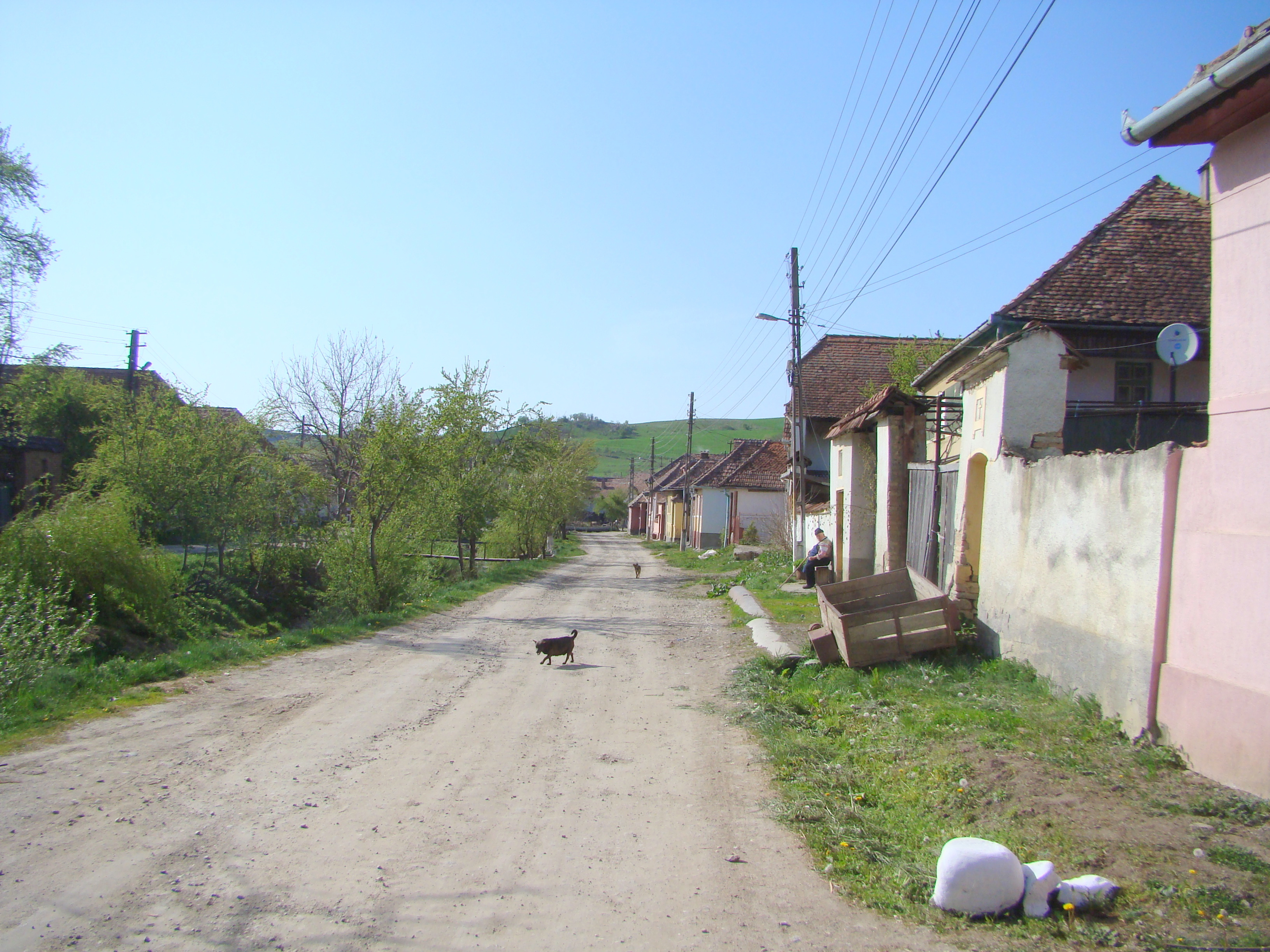
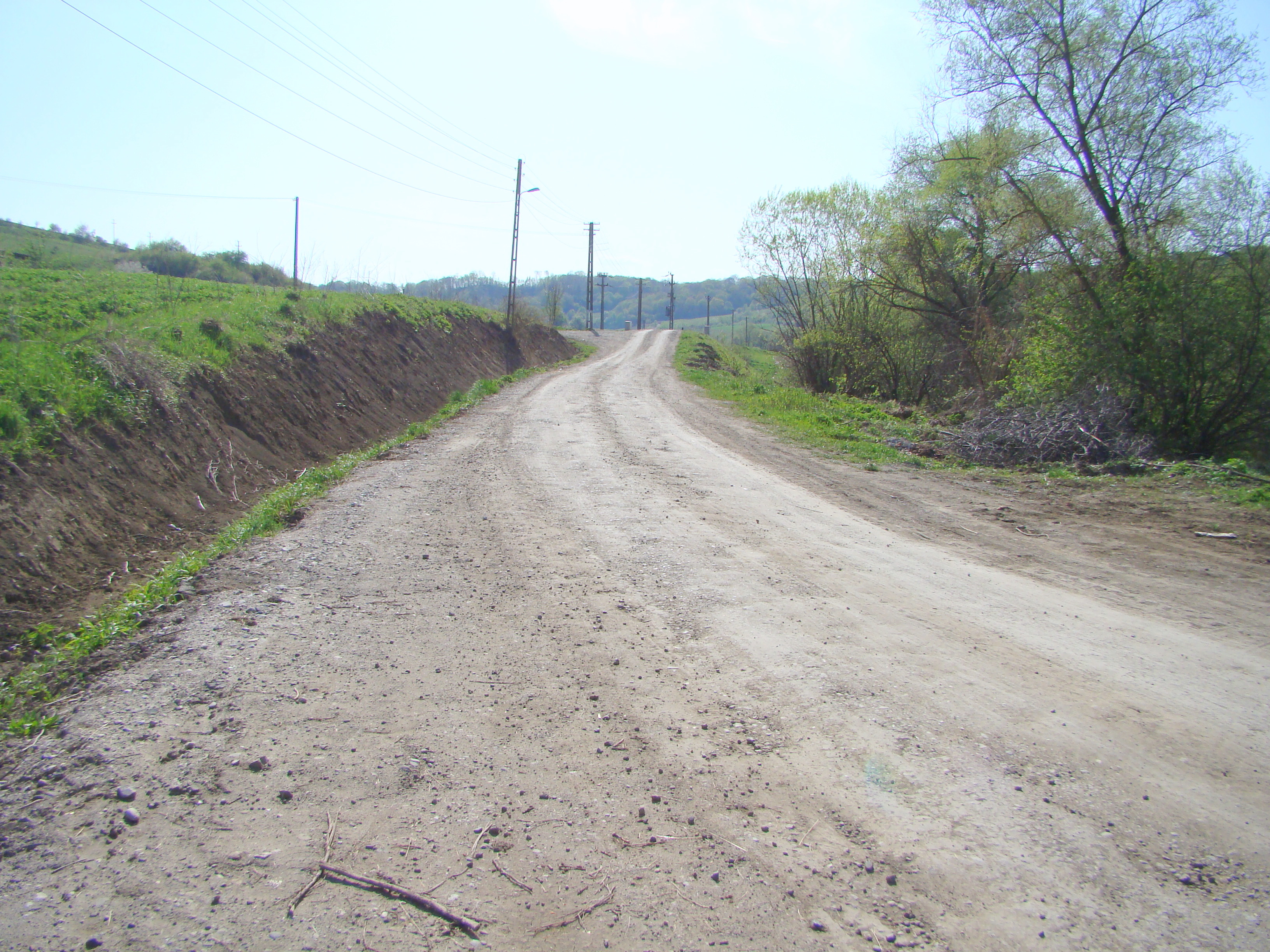